# 舒格克里克 (密蘇里州)
舒格克里克（英語：Sugar Creek）是位於美國密蘇里州克萊縣及傑克遜縣的城市。

## 人口
根據2020年美國人口普查的數據，舒格克里克的面積為30.17平方千米，當中陸地面積為28.46平方千米，而水域面積為1.71平方千米。當地共有人口3271人，而人口密度為每平方千米108人。